# Ostromia
Ostromia (букв. «товсті ноги Джона Острома») — рід анхіорнітидних тероподних динозаврів із пізньої юрської формації Пейнтен у Німеччині. Рід містить один вид, O. crassipes, названий Крістіаном Фотом і Олівером Раухутом у 2017 році.

## Відкриття та найменування
Голотип був виявлений поблизу Ріденбурга, Німеччина, у 1855 році, і спочатку був помилково ідентифікований як вид птеродактилоподібного птерозавра та названий Pterodactylus crassipes у 1857 році. У 1970 році палеонтолог Джон Остром ідентифікував його як археоптерикса, та назвав його «зразком з Гарлема», оскільки він зберігався в Музеї Тейлерса в Гарлемі. У 2017 році Крістіан Фот і Олівер Раухут прийшли до висновку, що він ближчий до китайського Anchiornis, і представили родову назву Ostromia — на честь Острома.
Єдиний відомий зразок є досить неповним порівняно з більшістю зразків археоптерикса, оскільки він зберіг лише кістки кінцівок, шийні хребці та ребра. Більшість кісток також є неповними внаслідок поганого збереження. Високоякісний зліпок голотипу (зразки Teylers TM 6928 і 6929) знаходиться в колекціях Bayerische Staatssammlung für Paläontologie und Geologie під номером зразка SNSB-BSPG 1971 I 211.

## Відмінності від археоптерикса

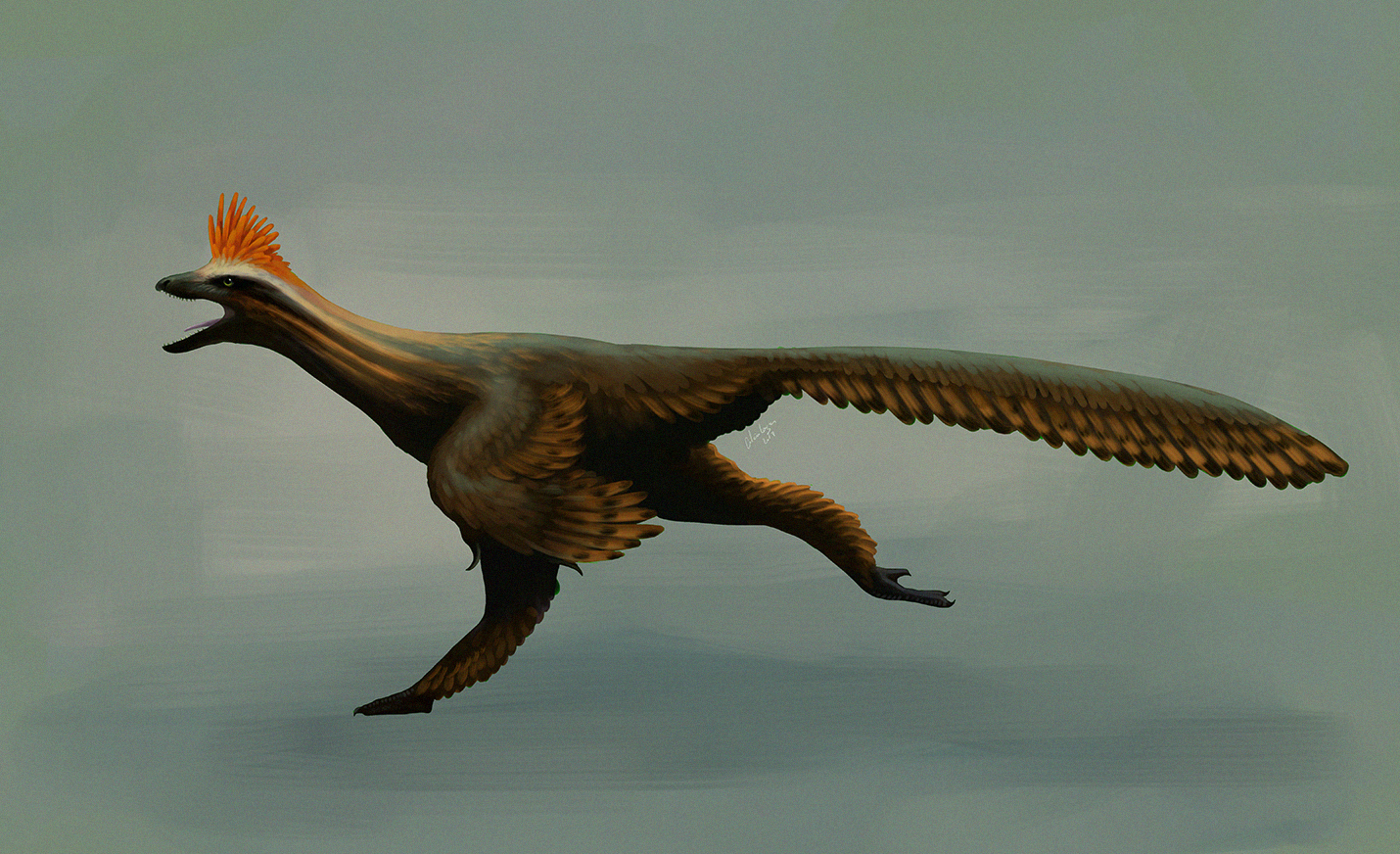
Реконструкція O. crassipes

Зразок з Гарлема має багато особливостей, які контрастують з рисами археоптерикса. Співвідношення довжини між третьою та першою п'ястковою кісткою кисті в остромії більше, ніж у будь-якого зразка археоптерикса. Крім того, кіготь першого пальця руки менший за відповідну першу п'ясткову кістку, тоді як в археоптерикса кіготь більший. За оцінками, плеснові кістки зразка з Гарлема також пропорційно довші, ніж у зразків археоптерикса.
Крім того, гарлемський зразок має кілька спільних рис з Anchiornis. Найпомітніше те, що вони обидва мають поздовжні борозни на верхній і нижній сторонах фаланг рук (кісток пальців). Хоча такі структури можуть бути результатом зруйнованих або зламаних кісток (як у випадку з кількома зразками археоптерикса), прямі гладкі краї борозен в Ostromia та Anchiornis вказують на те, що вони є законними біологічними особливостями. Лобкова частина зразка з Гарлема також сильно зігнута назад і має трикутний лобковий черевик, подібний до лобка анхіорніса, але на відміну від лобка археоптерикса.